# Lepidomys
Lepidomys is een geslacht van vlinders van de familie snuitmotten (Pyralidae), uit de onderfamilie Chrysauginae.

## Soorten
- L. albisectalis Hampson, 1906
- L. bilinealis Dyar, 1914
- L. cecropia Druce, 1895
- L. costipunctata Amsel
- L. cuprealis Hampson, 1906
- L. irrenosa Guenée, 1852
- L. leucospilalis Hampson, 1895
- L. medialis Hampson, 1906
- L. nevalis Barnes & Benjamin, 1925
- L. obliquata Edwards, 1886
- L. proclea Druce, 1895
- L. viridalis Barnes & McDunnough, 1912
- L. viridans Schaus, 1913